# Cernier
Cernier is een plaats in de gemeente Val-de-Ruz in het Zwitserse kanton Neuchâtel.
Cernier telt 2033 inwoners. In 2013 is de gemeente gefuseerd naar de hedense gemeente Val-de-Ruz.